# 川楚教乱
川楚教乱（1796年－1804年），又称之为白蓮教之亂、川楚白莲教起义或川楚白莲教起事，指清朝嘉慶年間爆发于四川、陕西、河南和湖北边境地区的白莲教徒武装反抗政府的事件。

## 背景
清朝乾隆晚期，由于人口增长迅速，土地兼并嚴重，河南、安徽、江西各地出现大量饥民，其中大约有一百万人前來川楚边境就食。川、楚、陝三省邊境，盡是崇山峻嶺，遼闊廣袤的“南山老林”與“巴山老林。”這些棚民受僱於木廂廠、鐵廠、紙廠，受盡各種不平等的剝削，生活極為艱難。
而民間秘密宗教白莲教，宣揚彌勒佛未來會「改造世界」的傳說，並以“教中所获资财，悉以均分”，“有患相救，有难相死，不持一钱可周行天下”等平均、互助思想在其中迅速流行，從者日眾。
乾隆五十九年（1794年），襄阳地区的白莲教首领齐林、王聪儿、宋之清、樊学明等謀劃於正月元宵灯节，趁官府疏於戒备之機起事。然事泄，齐林、宋之清等人惨遭杀害。唯齊林之妻王聰兒和刘之协幸免于难。
乾隆六十年（1795年），湖北各地白莲教首领再约定於次年起事，然又为清廷侦知，便以邪教为名大量抓捕教民。一时各地地方官以查拿邪教为名，行敲诈勒索之实，“不论习教不习教，但论给钱不给钱”，任聽胥吏多方勒索，“不遂所欲，即诬以邪教治罪”。此舉进一步激起了教众的反抗。

## 經過

### 嘉慶元年（1796年）
嘉庆元年正月初七（1796年2月15日），宜都、枝江一带的教众张正谟、聂杰人等首先起事。枝江的刘盛鸣、长阳的林之华、覃加耀、黄廷柱，宜都的曾广宁等人相继响应，很快就蔓延到四川、陕西、河南等省。時嘉慶尚未親政，政務由乾隆處理，乾隆遂命和珅之弟和琳、大学士孙士毅、福康安、成都将军观成、总督福宁等剿之。一開始清军主力指向湖北，企图集中兵力圍殲襄阳教军。然八月，襄阳教軍突围，从襄阳地区轉至钟祥。十月，达州徐天德、王登廷起事，东乡冷天禄、王三槐接連起事，接着太平孙赐俸、龙绍周等人亦起事。十一月，陕西安康冯得仕、林开泰、翁禄玉起事。十二月二十一日，方山寨罗其清聚徒起事，苟文明、鲜大川等人应之，一时聚教徒数千，推罗定国为“老教”、罗其清为“元帅”。

### 嘉慶二年（1797年）
嘉庆二年初，襄阳教军进军到河南。为了分散清军兵力，二月初，在河南滹坨镇的襄阳教军兵分三路，突破清兵重圍，成功在鎮安會師，再分兵移師四川，行蹤不定，机动灵活，“不整队，不走平原，惟数百为群，忽分忽合，忽南忽北”。使清兵疲於奔命。三月初十，襄阳女子王聪儿、姚之富等人起事，成为各支白莲教军队的主力，在湖北、四川、河南、陕西各省游动作战。
教軍在东乡会师后，各路教军决定按地区进行编组，以黄、蓝、青、白等各色为号。湖北襄阳教军以王聪儿、姚之富为首称襄阳黄号，兵力亦最強大。四川教军徐天德为首称达州青号，下屬有徐天寿、赵麻花、汪瀛等各部；冷天禄、王三槐等部称东乡白号，下屬有张子聪、庹向瑶各部。明亮等率领清军从三面向四川包抄，襄阳教軍决定撤离四川。
當時八旗兵将领長期养尊处优、生活腐化，早已丧失战斗能力。绿营兵的战斗力也大为削弱，作战时往往“虚张声势，稍有斩获，以少报多”。清军将领“惟酒肉笙歌自娱”，战事一起则“拥兵自卫，或命将弁堵剿，将弁亦不向前，惟催督乡勇，乡勇亦不踊跃”。總兵德楞泰以為白莲教“行不必裹粮，住不藉棚帐，党羽不待征调，蹂躏于数千里”的流动作战方式，提出实行“令民筑堡御贼”之法。此法甫出，即收良效，“绅士梁友谷等筑堡团练，贼不能犯，保护乡里十余万人”。合州刺使龚景瀚进一步提出坚壁清野法，更强调团练功能，明确提出在“清查保甲”基础之上组织团练。每户取壮丁二三人，官方发给鸟枪刀矛等器械，每一堡寨择营中千把或外委一员，兵三四名，组织训练。由于各支白莲教军互不统属，无法相互呼应，遂被清军队各个击破。七月王聪儿、姚之富部由白帝城（奉节）回军入鄂，攻陣巴东、兴山，向宜昌前进，然為清军所堵，遂轉往陕南，西至宁羌，再越秦嶺，劍指西安。清總兵王文雄于焦家镇圪子岭和王聰兒接仗，王聰兒不敵，退至山阳（商县之南）。

### 嘉慶三年（1798年）
嘉庆三年（1798年），德楞泰追至山陽，王聰兒再退，德楞泰以一日一夜一百七十里的速度穷追，追到郧西，白莲教军被围困在三岔河。王聪儿、姚之富皆跳崖自杀死。其餘部由张汉潮统率，冲出重围，再轉入陕西。嘉庆三年（1798年）春，因平乱进展缓慢，额勒登保被夺爵职、花翎，降为副都统。白蓮教軍所到之處，“有屋舍以棲止，有衣食、火藥以接濟，有騾馬芻草以奪騎更換”，且有各地教徒“為之嚮導負運”，故能多次重創清軍。嘉慶三年十一月下旬，張漢潮部擬由川入陝。川北的龔建等帶領千餘人打算與張漢潮會合，遭清軍圍剿未遂。

### 嘉慶四年（1799年）
嘉庆四年正月初三（1799年2月7日），乾隆驾崩，嘉慶帝正式親政，立賜死和珅，並逮捕戴如煌、常丹葵等官逼民反的祸端以收買人心。和珅伏诛之日，王三槐押解到京。嘉庆帝命军机大臣等审问三槐，供称“官逼民反”四字。清廷改以勒保为经略大臣，明亮、额勒登保为参赞大臣，节制川、陕、楚、豫、甘五省官军进击，并晓谕州县办团练，並依山隘寨堡，扼守要路，坚壁清野。嘉庆四年（1799年）正月，白莲教青号徐天德部为额勒登保所败，逃至开江仁市铺，与黄号王光祖會合。三月，清軍追打冷天禄於大竹，萧占国、张长庚由阆州逃窜至营山，並斩杀萧占国、张长庚，再杀冷天禄。嘉慶四年，清軍慶成，陝西巡撫永保與明亮有隙，“師行不相顧”，八月，命那彥成為欽差大臣，督師明亮，并将庆成、永保二人撤职。
嘉庆四年（1799年）七月，白蓮教军高均德等部入房县。八月，清总督倭什布、清将明亮、恒瑞、德勒泰、王文雄、孙清源等迎战，教军不敵，转入竹山、竹溪，再谋退驻河南。是年九月中下旬，張漢潮率主力由鳳縣入留壩，清軍明亮、恆瑞帶兵追剿。雙方在留壩山、南江口一帶展開血戰。張部殺馬騾以塞山路，困阻追兵，翻越老林，敗走徽縣。同時教軍樊人傑、唐明萬等路屯聚黃村十二壩，攻破西路雙泉子卡隘，擊斃都司吳經國，轉往鍾家溝，準備從南鄭、沔縣過漢江。這時清軍王文雄部趕到新集一帶防堵，並在瓦子嶺於教軍接仗，樊人傑受重傷。十一月，苍溪战役爆發，教軍打败额勒登保、穆克登布和杨遇春所率领的清军。王廷诏、杨开甲率二万余人经陕西城固进入甘肃，徐天德进入湖北。

### 嘉慶五年（1800年）
嘉庆五年（1800年）二月，冉天元部经过剑州、南部、盐亭、射洪，进军到江油马蹄冈。三月，江油戰役爆發，冉天元部大敗清将德楞泰，然清援军在杨遇春、罗思举的率领下赶到，内外夹攻，冉天元因战马受伤，坠涧被俘，陣亡於成都。此後，白蓮教軍轉入低潮，人數從十多萬人劇減至幾萬人，許多重要將領相亦繼犧牲或被俘。三至五月間，轉戰甘肅等地的教軍先後回陝西。四月，楊開甲、辛聰、張天倫等在西鄉一帶包圍清軍恆瑞部，不久因清援軍趕來，教軍北撤，留張漢潮餘部阻擋追兵，被清軍楊遇春部殺傷眾多。六月，劉之協在河南峽縣與李岳、孫繼元、王哲等千餘人再度起事，自稱天王劉之協。清布政使馬慧裕發兵鎮壓，劉之協戰敗，欲逃往湖北，途經葉縣時，被清兵逮捕，傳送京師處凌遲。七月，勒保在川经略无功，清廷以额勒登保为经略大臣，对白莲教軍迎截夹击。额勒登保用兵，赏罚分明，能與士兵同甘共苦，人樂為用。湖北道員胡齊崙治餉餽送諸將，只有额勒登保無所受，詔嘉其“忠勇公清，為東三省人傑”。教军伍金柱、高天德、馬學禮部由甘肃转入湖北，清提督王文雄於西鄉截堵马学礼部，马应祥以近两万人设伏於法宝山中，雙方展開激戰，二十五日，鏖戰至午，文雄左臂被馬應祥砍斷，墜馬被殺，副将鲍贵及都司、守备、千总、把总、士卒等數百人战死，尸横遍野。十二月上中旬，教軍高天升等部進入漢北山地，與樊人傑、冉天士、冉學聖等部合隊，由洋縣華陽東走，打算攻下商洛。因遭到清軍防堵，轉攻觀音堂、田家嶺，因清軍防守甚堅而不下。至年底樊人傑部由寧羌入四川。冉學聖等改走華陽，與高天升等入甘肅。十二月十九日，冉天元和楊開第部由南鄭廟壩出擊，攻打陳家埡未果。冉天元部再分三路，攻撲巫山埡又失敗。高天升在洵陽失利犧牲。

### 嘉慶六年（1801年）
嘉庆六年（1801年），川东教军领袖徐天德部入陝西，在西鄉兩河口渡河時，被德楞泰軍追及，船翻溺死，教军分裂，走向衰败。二月，杨遇春生擒王廷诏于川、陕交界的鞍子沟，长麟拿获前此戕害王文雄的教軍領袖马应祥，仁宗特降旨以馬應祥首級傳送王文雄家祭致。四月初一，楊遇春兵與高家營激戰於鐵鎖關、二郎壩，生俘高天德（高三）、馬學禮（馬五）等。嘉慶帝晉額勒登保二等子爵，楊遇春世襲騎都尉。教軍冉學勝部乘清長麟軍南下，在留壩大敗清軍楊奎猷部，擒斬清總兵、副都統以下將士數百人，獲大量米糧，再由秦州渡渭水。四月，額勒登保親率大軍追擊冉學勝部，冉部渡漢南，進入巴山。五月，冉部又與曾芝秀、張天倫等部會合。額勒登保急調楊遇春軍來戰。張天倫軍遭清軍突擊，大部犧牲。曾芝秀、冉學勝部分兵敗逃。六月，清經略大臣額勒登保與參贊大臣德楞泰在平利集議，以清兵八萬，分三路圍剿三省邊界。七月，勒保軍在四川擊敗冉學勝部，冉學勝被擒處死。八月，德楞泰軍追擊龍紹周、苟文明部。龍紹周在逃往平利時被清軍所殺。十一月，額勒登保與德楞泰移軍川北，勒保赴川東。教軍苟文明部則搶渡嘉陵江，奔赴甘肅階州。

### 嘉慶七年（1802年）
嘉慶七年（1802年）正月，苟文明部在開縣被德楞泰軍戰敗，黃號辛聰被斬於南江，苟文明由西鄉偷渡漢江，逃回老林，額勒登保自請罪，降一等男。二月，教軍劉永受部被清楊遇春軍擊敗，在華陽與苟文明、宋應伏會合，翻越秦嶺北上。六月，额勒登保歼灭苟文明部於龚家湾，苟文明仅以身免。七月，苟文明被殺於花石崖，其餘部苟文潤和宋應伏轉漢南山地。至此，陝西境内的教軍基本肅清。十一月，清兵副將海常追擊苟、宋部於西鄉菩提河佛頭崖，被擊斃。清軍楊遇春部移師寧羌、沔縣，防堵川北教軍再入陝西，並追擊宋、苟部。

### 嘉慶八年（1803年）
嘉庆八年（1803年）正月始，额勒登保、德楞泰、穆克登布、杨遇春等先后带兵搜索老林数次，然中教軍姚馨佐部馮天保、余佐斌、熊老八等伏，清将穆克登布輕敵，被熊老八襲殺，中矛而死。穆克登布與楊遇春齊名，長期隨從額勒登保作戰，殁時清廷震悼，追封二等男爵，加轻车都尉世职。同時，苟朝九和宋應伏等教軍亦在通江、南江屢創清兵。三月，額勒登保部下羅聲皋追擊苟朝九部，苟部兵分兩路，一路走太平，另一路入陝。四月，苟朝九部趙全友等數百人入陝西，於漢江南岸被清軍額勒登保部擊敗，趙金友等逃入四川，於六月被殺於四川大寧。額勒登保宣佈三省肅清，並大量裁減鄉勇。清兵各營相繼撤走，鄉勇每人給銀五錢交回兵器，再給銀二兩資回籍。然此舉反致亂世再起，因原被清廷用以鎮壓教軍的鄉勇多是當地流民，“皆百战之余，騰矯如猱，具悉官军号令及老林径路”，解散後無家可歸，心生不滿，轉而起義抗清，一時聲勢又起。清副將朱槐被斬。统兵大员束手无策，“大军遏之则不利，大队趋之则兔脱，仅余二三百贼而三省不得解严。”嘉慶帝得報，下詔斥責額勒登保“今自與德楞泰會合以來，又閱月余，老師靡餉，一籌莫展。”此時，川北大雨，軍不能進，額勒登保、德楞泰均卧病不起。

### 嘉慶九年（1804年）
嘉慶九年（1804年）六月，清軍德楞泰部在陝川交界的鳳凰寨敗苟文潤部，八月，教军叛徒赵洪周杀死苟文润投降清军。九月，苟朝九在南郑被俘殺，不久王作经也在四川白岩湾跳崖牺牲。

### 嘉慶十年（1805年）
嘉庆十年（1805年）五月，教軍最後一位主帥王世贵被殺，川楚教亂正式被平定。新任陝甘總督那彥成於邊界“留心防範”，對於白蓮教徒不再搜查滋事，“日久可自行潛消”。

## 影響
乾隆後期，貪瀆成風，各種社會矛盾激化，官僚大肆兼併土地，貪官污吏橫行。御史錢灃曾奏劾畢沅於甘肅冒賑一案侵蝕公款，及至毕沅在湖广总督任上时，更和湖广的巡抚福宁、布政使陈淮三人朋比为奸。。川楚陕白莲教起义剛爆發時，毕沅受权臣和珅指使，为了粉饰太平，对此隐瞒不报。
为平息叛乱，清政府征调十六省的數十萬軍隊，五易統帥。然亂世仍持續數年，就軍事層面來說，十余名提督、总兵等高级武官及副将以下400余名中级武官阵亡，八旗、绿营等清朝正规军之腐朽更在起义中暴露无遗，使清政府被迫依靠地方团练镇压起义。而就財政層面來說，此役清朝前后投入超过二亿两白银，相当國庫五年財政收入，嚴重衝擊清政府的財政能力。“川楚之役，则诸将会饮，虽深箐荒麓间，蟹鱼珍错辄三四十品，而赏伶犒仆之费不与焉。凡粮台地，玉器裘锦成市，馈献、赂遗、赌博，挥霍如泥沙”。
總言之，川楚教亂對清朝國力影響深遠，标志着清朝走向衰落的开始。此後，於亂世後期爆发的苗民起义，及川楚教亂平亂不久，天理教於直隸、河南、山東諸省领导的癸酉之变更再次打擊清朝統治，清朝盛極而衰。
秦平和岑大利認為在一定程度了否定了盛世的说法。然而歷史學家歐陽泰（Tonio Andrade）指出，從約1300年到1750年，中國和歐洲發生的戰爭數目大致相當，1750年後至1839年可被稱為「清朝大和平時期」，儘管該段時期民變不斷，且當中有些民變規模甚大，但是也比1200年前的中國歷代朝代的戰事少。亦有說法認為「盛世有阴影，衰世也有希望」，盛世不是「美哉善哉，萬事大吉」。在康雍乾時期，自三藩之亂平定之後，中原地區就沒有戰爭，國內也沒有長期和大型的戰爭，社會上就沒有大規模的破壞。

## 关联条目
- 白莲教
- 癸酉之变
- 嘉道中衰
- 太平天国运动